# The Sensation
The Sensation es el nombre del primer extended play del cantante de reguetón Sech. Fue lanzado al mercado bajo el sello discográfico Rich Music el 6 de diciembre de 2018.
Cuenta con el exitoso sencillo «Que más pues» junto al artista Justin Quiles, de esta manera esta producción consolidó mucho más la carrera del artista. En este EP están incluidas las participaciones de Justin Quiles, Jowell & Randy, Farina, Dalex, entre otros.

## Lista de canciones
| N.º   | Título                                            | Duración |  |
| 1.    | «Cumpleaños»                                      | 3:18     |  |
| 2.    | «Me gustaría» (con Justin Quiles, Jowell & Randy) | 3:39     |  |
| 3.    | «Pa' que sude»                                    | 2:36     |  |
| 4.    | «Te busco» (con Alex Rose)                        | 2:38     |  |
| 5.    | «La vida»                                         | 3:40     |  |
| 6.    | «La mesera» (con Dalex)                           | 3:14     |  |
| 7.    | «Ojalá» (con Farina y Mozart La Para)             | 3:35     |  |
| 8.    | «Que más pues» (con Justin Quiles)                | 3:23     |  |
| 26:06 |                                                   |          |  |